# Guardia Imperial de Manchukuo

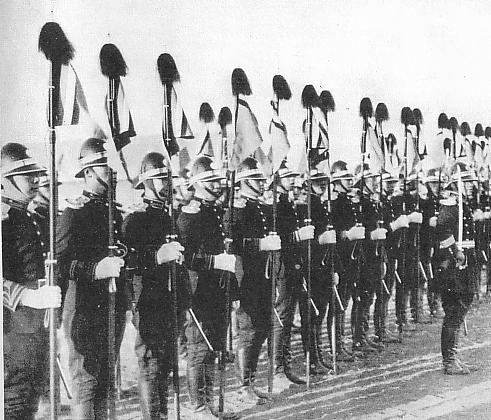
Guardias imperiales de Manchukuo, en uniforme ceremonial (1934).

La Guardia Imperial de Manchukuo (en chino tradicional, 禁衛隊; pinyin, Jīnwèiduì; Wade-Giles, Chinweitui) fue una unidad militar de élite que existió en Manchukuo. Creada en 1933, estaba a cargo de la protección del emperador manchú Puyi, así como de los principales miembros gobierno de Manchukuo. Sus cuarteles generales estaba en la capital manchú, Hsinking, junto al Palacio Imperial —que a su vez se encontraba situado en el centro de la ciudad—.

## Historia
La Guardia Imperial de Manchukuo fue establecida en 1933, siguiendo el modelo de la Guardia Imperial de Japón. Principalmente, era responsable de la protección de la residencia imperial. Sus miembros eran seleccionados entre candidatos con antecedentes étnicos manchúes, y eran entrenados independientemente del Ejército Imperial de Manchukuo y del Ejército de Kwantung. Ya durante la coronación imperial de Puyi —en 1934— la guardia imperial estuvo presente en el acto, luciendo uniformes de gala. De hecho, la Guardia Imperial iba a ser empleada en muchas ocasiones como una unidad meramente ceremonial. A pesar de ello, la unidad recibió armamento de última generación y también llevaron espadas de estilo japonés (guntō) o sables. Su uniforme era de color gris o negro, con insignias de plata o de oro, y en sus cascos y/o kepis llevaban bordada una estrella de cinco puntas y cinco colores distintos, representando los colores nacionales de Manchukuo.
Inicialmente, la Guardia imperial estuvo compuesta por doscientos hombres, organizados en una compañía. Posteriormente, la unidad aumentó de tamaño. Se formó una brigada independiente denominada Chinganyuchitui —«Cuerpo de Guardia especial»— para llevar a cabo operaciones especiales durante la denominada Pacificación de Manchukuo. Fue efectiva en combate y posteriormente en sería empleada en operaciones anti-bandidaje. El hermano del emperador Puji, el príncipe Pujie, llegó a formar parte del cuerpo de Guardia Imperial y mandó personalmente el Regimiento de caballería de la Guardia Imperial entre 1937 y 1940.
La Guardia Imperial de Manchukuo desapareció en 1945, tras la invasión soviética de Manchuria y la disolución del estado títere.